# Vladimir Basov
Vladimir Basov (ryska: Владимир Басов), född 28 juli 1923, död 17 september 1987, var en sovjetisk (rysk) skådespelare, filmregissör och manusförfattare. Under andra världskriget tjänstgjorde han som artilleriofficer i röda armen. Han medverkade i filmer såsom "Mimino" och "Operation skratt". Bland hans regissörsarbeten återfinns filmen "The Shield and the Sword". 1983 erhöll han utmärkelsen "folkets artist i Sovjetunionen".